# Sergueï Koudinov
Sergueï Koudinov (en russe : Сергей Кудинов, en anglais : Sergey Kudinov), né le 29 juin 1991 à Astrakhan, est un handballeur international russe.
Formé en Allemagne, Sergueï Koudinov revient vivre dans sa ville natale et termine sa formation au ZK Astrakhan et y débute en première division russe. En 2014, il rejoint le Chartres MHB en D2 française, avec qui il connaît une montée en Division 1 dès sa première année et la victoire en play-off. Redescendu après un exercice, il connaît la défaite en finale de D2 2016-2017 puis est champion en 2019.
International russe, Sergueï Koudinov participe au Championnat d'Europe 2014 et au Championnat du monde 2015.
Il est le fils de Vassili Koudinov, légende du handball russe.

## Biographie

### Enfance et formation
Sergueï Koudinov à Astrakhan, sur les bords de la Mer Caspienne. Il est le fils d'une légende russe de handball, Vassili Koudinov. Sergueï vit ainsi en France entre 1993 et 1997, alors que son père évolue à l'US Ivry. Il y apprend le français à l'école maternelle. Sergueï touche son premier ballon de handball à Ivry-sur-Seine.
Sergueï suit ensuite son père en Allemagne pour quatre nouvelles années. Le fils connaît ses vrais débuts dans le handball, en club.
À dix ans, Sergey ne suit pas son père au Japon et retourne à Astrakhan chez sa grand-mère. Il découvre la Russie et sa langue paternelle.

### Professionnel à Astrakhan
Sergueï Koudinov est formé au Zarja Kaspija Astrakhan, club de sa ville natale où son père vient ensuite terminer sa carrière. Dès l'âge de 18 ans, il intègre joue en première division et ne tarde pas à rejoindre la sélection nationale.
Après huit places de vice-champion consécutives, le ZKA termine quatrième du championnat russe 2009-2010.
Lors de sa deuxième saison, en 2010-2011, il participe à ses deux premières rencontres de Coupe de l'EHF et la défaite contre Beşiktaş lors du troisième tour de qualification.
Lors de la saison 2013-2014, Sergueï et Astrakhan terminent cinquième du championnat russe et sont éliminés en quart-de-finale des play-offs. Koudinov inscrit entre sept et onze buts par match.

### Poursuite à Chartres
À l'été 2014, Sergueï Koudinov est recruté par Pascal Mahé, par l'intermédiaire de son ami l'agent Francois-Xavier Houlet, au Chartres MHB 28. Il s'engage pour deux ans et est censé remplacer Yacinn Bouakaz au poste d’arrière gauche. Sergueï a alors oublié tout son français appris lors de son premier passage en France enfant. Le Moldave du CMHB28, Ghennadii Solomon, qui parle sa langue, l'aide à s'intégrer.
Efficace dès son arrivée,, la première saison 2014-2015 est synonyme de montée en première division, à la suite de la victoire en play-offs contre Massy.

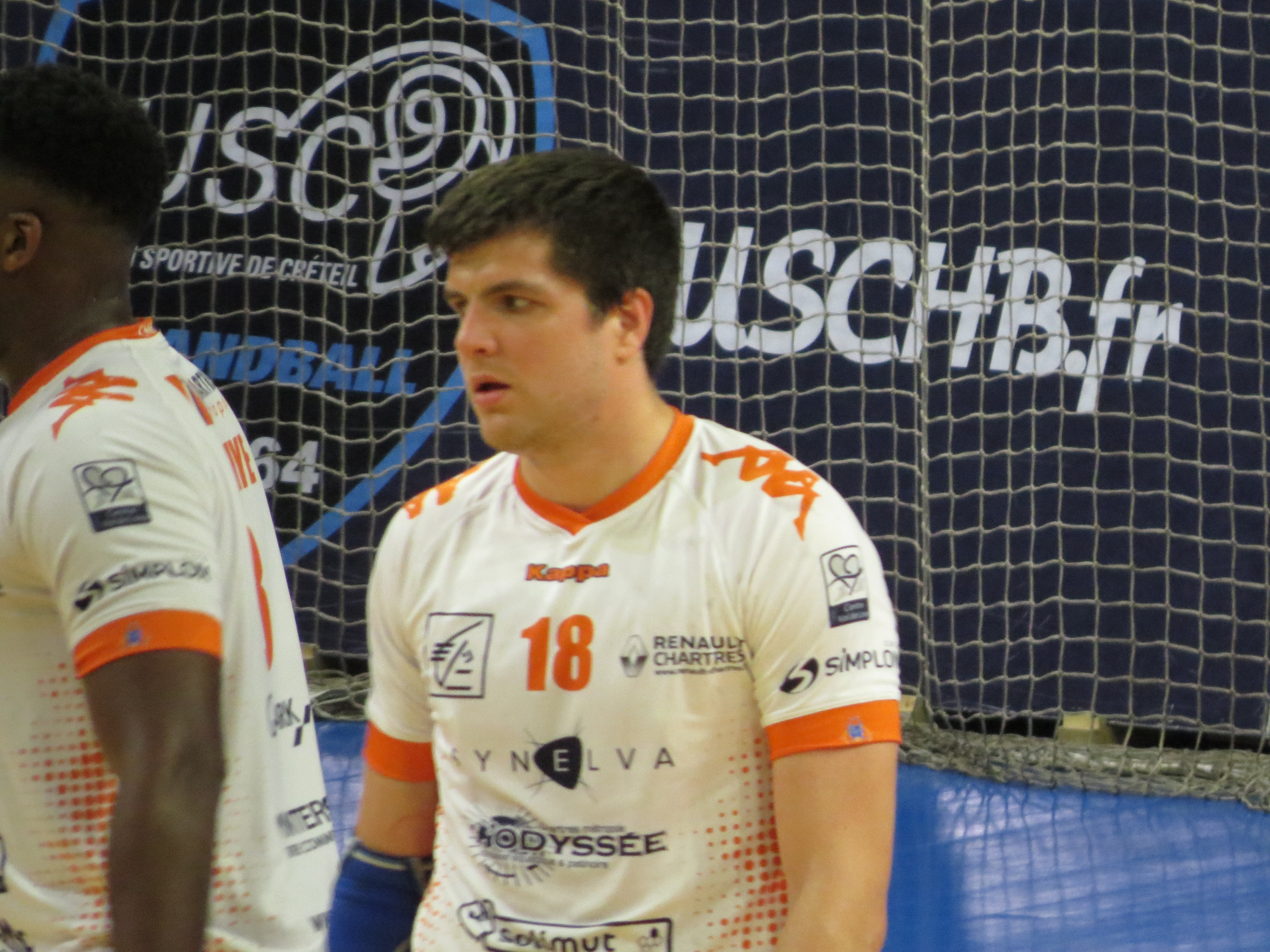
Koudinov en mai 2016.

L'exercice 2015-2016 est compliquée et l'équipe ne se maintient pas en LNH. Rejoint par son compatriote Alexander Pyshkin, Koudinov marque 84 buts en 25 journée. Début 2016, le nouvel entraîneur chartrain Jérémy Roussel compte sur lui et le fait prolonger d'une saison, jusqu'en mai 2017.
En 2016-2017, l'équipe termine cinquième de la phase régulière de Proligue puis échoue en finale de play-off contre Massy. Début 2017, Sergueï prolonge de deux saisons son contrat avec Chartres, jusqu'en mai 2019 et perd son père Vassili Koudinov. Sergueï maintient son niveau avec 58 buts en 26 journées.
La saison 2017-2018 est un nouvel échec dans la volonté de remonter en D1 avec une bonne seconde place au classement mais une défaite dès les demi-finales de play-offs. Koudinov voit son temps jeu diminuer et ses statistiques avec (25 buts en 27 rencontres).
L'exercice 2018-2019 est concluant. Sergueï réalise sa meilleure saison avec 101 buts en 28 matchs de Proligue. Chartres remporte le titre de champion de D2.
À l'intersaison 2021, Koudinov prolonge de trois années supplémentaires son contrat avec le C’CMHB, et est désormais lié au club jusqu’en 2025.
Au début de la saison 2023-2024, Sergey débute sa dixième saison à Chartres. Il compte 232 rencontres avec le C'CMHB avant de commencer le championnat de France.

### En équipe nationale

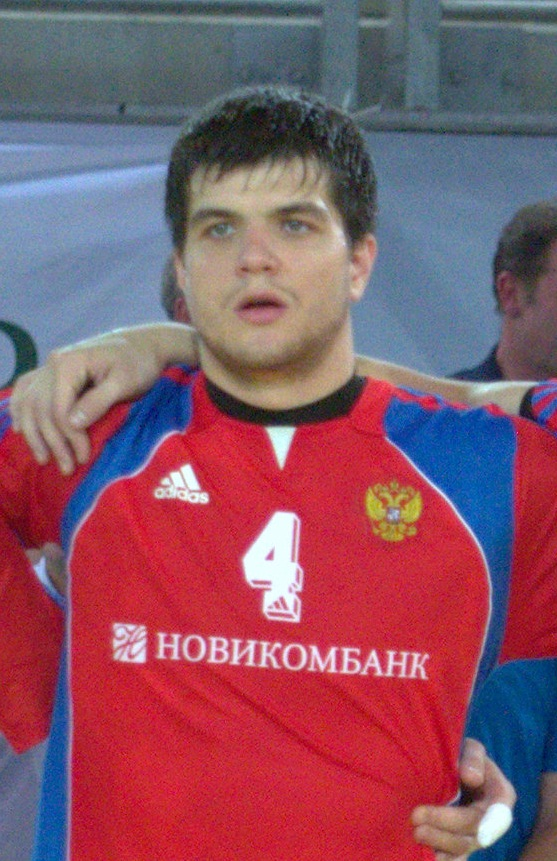
Koudinov en juin 2013 avec la Russie.

Sergueï Koudinov participe au Championnat d'Europe 2014. Il marque un but sur son seul tir face à la France lors du premier match mais ne peut empêcher la défaite (35-28). La Russie termine à la neuvième place.
Koudinov fait partie de la sélection russe pour le Championnat du monde 2015. Avant la compétition, il compte huit buts pour neuf sélections. La Russie ne sort pas du groupe B et termine 19e.
Il n'est pas retenu pour le Championnat d'Europe 2016.
Sergueï fait son retour en équipe nationale pour le Mondial 2021 et l'Euro 2022.

## Style de jeu

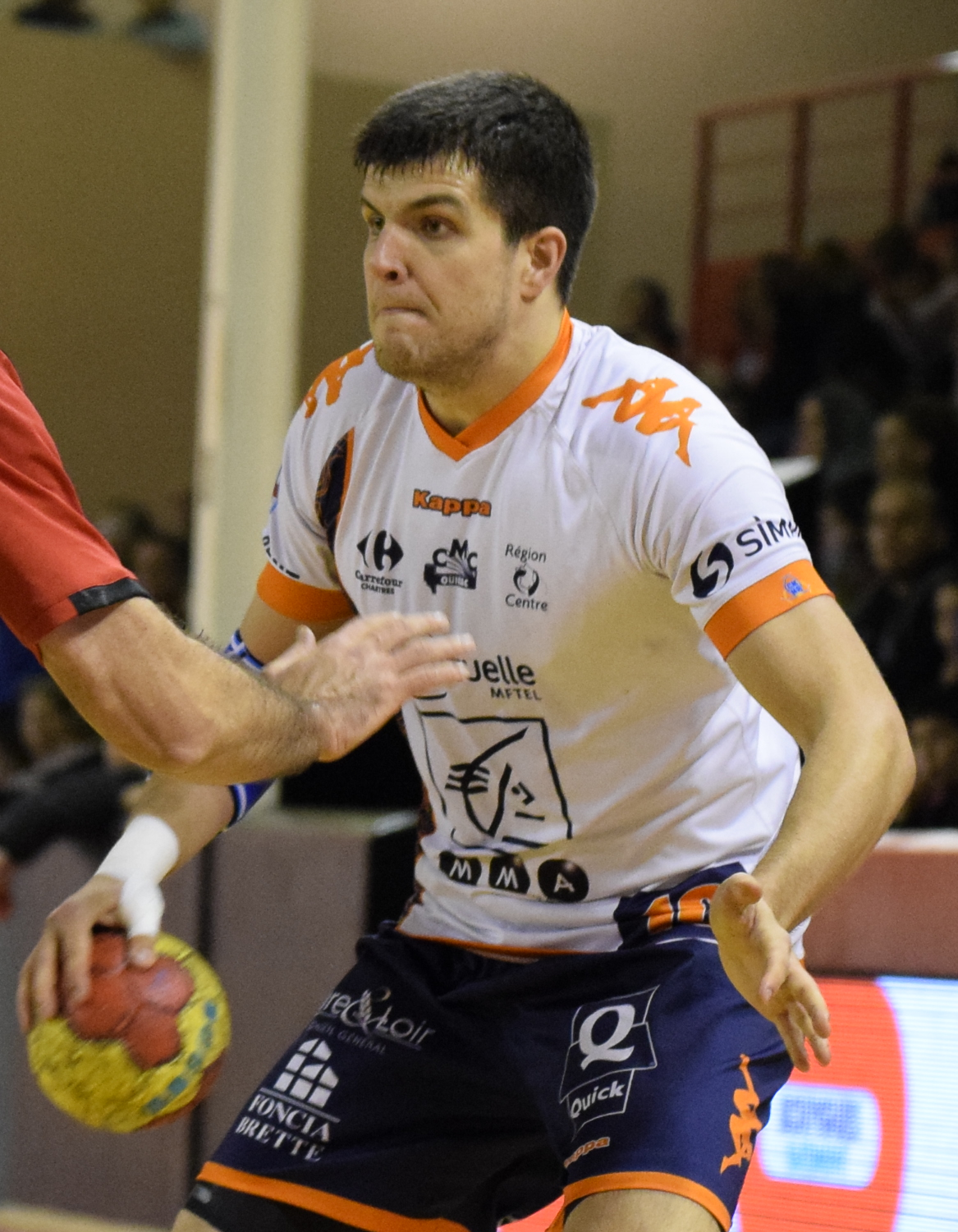
Koudinov s’apprêtant à tirer.

Lors de sa signature à Chartres en 2014, l'entraîneur Pascal Mahé le décrit comme polyvalent et capable d'organiser le jeu voire de glisser à droite.
En décembre 2017, le coach chartrain Jérémy Roussel déclare : « Sergey est un parfait 8e homme. Il peut compenser les absences, peut évoluer à tous les postes sur la base arrière, et en défense. Il possède de grosses qualités physiques et techniques ».

## Statistiques
| Saison                | Club                           | Championnat           | Championnat | Championnat | Coupe nationale | Coupe nationale | Coupe de la Ligue | Coupe de la Ligue | Compétition(s) continentale(s) | Compétition(s) continentale(s) | Compétition(s) continentale(s) | Russie | Russie | Total | Total |
| Saison                | Club                           | Division              | M.          | B.          | M.              | B.              | M.                | B.                | Comp.                          | M.                             | B.                             | M.     | B.     | M.    | B.    |
| 2009-2010             | ZK Astrakhan                   | D1                    |             |             |                 |                 | -                 | -                 | C2                             | -                              | -                              | -      | -      | 0     | 0     |
| 2010-2011             | ZK Astrakhan                   | D1                    |             |             |                 |                 | -                 | -                 | C2                             | 2                              | -                              | -      | -      | 2     | 0     |
| 2011-2012             | ZK Astrakhan                   | D1                    |             |             |                 |                 | -                 | -                 | -                              | -                              | -                              | -      | -      | 0     | 0     |
| 2012-2013             | ZK Astrakhan                   | D1                    |             |             |                 |                 | -                 | -                 | -                              | -                              | -                              | -      | -      | 0     | 0     |
| 2013-2014             | ZK Astrakhan                   | D1                    |             |             |                 |                 | -                 | -                 | -                              | -                              | -                              | 6      | 5      | 6     | 5     |
| Sous-total            | Sous-total                     | Sous-total            |             |             |                 |                 | -                 | -                 | -                              | 2                              | 0                              | 6      | 5      | 8     | 5     |
| 2014-2015             | Chartres Métropole Handball 28 | D2                    | 22+2        | 65+5        |                 |                 | -                 | -                 | -                              | -                              | -                              | 7      | 7      | 31    | 77    |
| 2015-2016             | Chartres Métropole Handball 28 | D1                    | 25          | 54          | 2               | 9               | -                 | -                 | -                              | -                              | -                              | -      | -      | 27    | 63    |
| 2016-2017             | Chartres Métropole Handball 28 | D2                    | 22+4        | 57+1        | -               | -               | 2                 | 4                 | -                              | -                              | -                              | -      | -      | 28    | 62    |
| 2017-2018             | Chartres Métropole Handball 28 | D2                    | 25+2        | 23+2        | 1               | 0               | 1                 | 1                 | -                              | -                              | -                              | -      | -      | 29    | 26    |
| 2018-2019             | C' Chartres Métropole handball | D2                    | 30+2        | 103+9       | 2               | 9               | 2                 | 2                 | -                              | -                              | -                              | -      | -      | 36    | 123   |
| 2019-2020             | C' Chartres Métropole handball | D1                    | 22          | 76          | 2               | 9               | 3                 | 8                 | -                              | -                              | -                              | -      | -      | 27    | 93    |
| 2020-2021             | C' Chartres Métropole handball | D1                    | 30          | 109         | -               | -               | -                 | -                 | -                              | -                              | -                              | 10     | 14     | 40    | 123   |
| 2021-2022             | C' Chartres Métropole handball | D1                    | 26          | 62          | 2               | 3               | 1                 | 5                 | -                              | -                              | -                              | -      | -      | 29    | 70    |
| 2022-2023             | C' Chartres Métropole handball | D1                    | 28          | 78          | 3               | 13              | -                 | -                 | -                              | -                              | -                              | -      | -      | 31    | 91    |
| 2023-2024             | C' Chartres Métropole handball | D1                    | 19          | 32          |                 |                 | -                 | -                 | -                              | -                              | -                              | -      | -      | 19    | 32    |
| Sous-total            | Sous-total                     | Sous-total            | 259         | 678         | 12              | 43              | 9                 | 20                | -                              | 0                              | 0                              | 12     | 15     | 292   | 756   |
| Total sur la carrière | Total sur la carrière          | Total sur la carrière | 259+        | 678+        | 12              | 43              | 9                 | 20                | -                              | 2                              | 0                              | 46     | 39     | 328   | 780   |

## Palmarès

### Club
Avec Chartres, Kudinov connaît deux montées en Championnat de France, à l’issue des saisons 2014-2015 et 2018-2019.
- Championnat de France D2 (1)
  - Champion : 2018-19 avec Chartres
  - Vainqueur des play-off : 2014-15 avec Chartres
  - Finaliste des play-off : 2016-17 avec Chartres

### Sélection de la Russie
- 9e place au Championnat d'Europe 2014
- 19e place au Championnat du monde 2015